# Squirtle
Squirtle is een Water-type Pokémon geïntroduceerd in de eerste generatie van de Pokémon-spellen. De soort evolueert vanaf level 16 tot Wartortle, die vervolgens vanaf level 36 tot Blastoise kan evolueren. Samen met Charmander en Bulbasaur is Squirtle een van de drie Eerste-Parter (starter) Pokémon uit Kanto beschikbaar aan het begin van Pokémon Red, Green, Blue, FireRed en LeafGreen.

## Uiterlijk & Gedrag
Squirtle is een schildpad-achtige Pokémon met een lichtblauwe huid en een bruin schild. Als een Squirtle in gevaar is kan hij in zijn schild terugtrekken. Ook doen ze dit als ze slapen. Net als andere Eerste-Partner Pokémon is Squirtle zeldzaam in het wild. In een gevecht valt een Squirtle aan door water uit zijn bek te spuiten.

## Etymologie
De naam Squirtle is een combinatie van de Engelse woorden "squirt" (spuiten) en "turtle" (schildpad).

## Anime verschijningen
In de 12e aflevering van de Pokémon: Indigo League series Opzij voor de Squirtle Bende maakt Squirtle zijn eerste anime-verschijning. In de aflevering is er een groep Squirtles met zonnebrillen die herrie schoppen en Ash en zijn vrienden in een val vangen. Ash vecht met de Squirtles en aan het einde van de aflevering sluit de leider van de Squirtle Bende zich aan bij het team van Ash.

## Ruilkaartenspel
Er bestaan 26 standaard Squirtle-kaarten, waarvan twee enkel in Japan zijn uitgebracht. Allemaal hebben ze het type Water als element.